# 政治局
政治局，全称中央政治局，是受列宁主义影響的共产党或類似党派的中央领导机构，一般在中央委员会闭会期间行使中央委员会的职权。在一党制共产党政权中，政治局往往是政权决策的核心机构，其成员是政权的核心决策层。部分政党在中央政治局之上还设有常务委员会。一般地，在党派内由党员选举出中央委员会，由中央委员会选举出政治局委員與总书记。
并非只有共产主义政党才会设置政治局。一些左派政党也会仿照共产党的体制设立政治局，而如朝鲜劳动党等已经放弃马列主义的政党亦会循惯例设置这一机构。巴勒斯坦伊斯兰抵抗运动（哈马斯）也有政治局。

## 历史
中央政治局的设置由苏联首创。苏联共产党中央委员会总书记不必有一个像总统或总理这样的政府职位就能有效地控制国家，实际上，苏共中央政治局委员有时由忠于党或受党控制的党员来担任，通常作为他们多年服务于党的奖赏荣誉。理论上，苏共由党员选举出中央委员会，由中央委员会选举出政治局委員與总书记。在斯大林担任总书记时，这种模式本质上被颠倒了，由他决定了中央委员会和政治局成员的组成。總書記等於政府首腦。

## 各国设置
下列国家或地區的政治党派设有中央政治局，
- 中国共产党中央政治局，是中国共产党的中央领导机构，在全国代表大会和中央委员会闭会时行使其职权，其上设有常务委员会。
- 苏联共产党中央政治局，是苏联共产党的中央领导机构，在全国代表大会和中央委员会闭会时行使其职权。
- 朝鲜劳动党中央委员会政治局，是朝鲜劳动党的中央领导机构，在全国代表大会和中央委员会闭会时行使其职权，其上设有常务委员会。
- 越南共产党中央政治局，是越南共产党的中央领导机构，在全国代表大会和中央委员会闭会时行使其职权。
- 古巴共产党中央政治局，是古巴共产党的中央领导机构，在古巴共产党全国代表大会（英语：Congress of the Communist Party of Cuba）和古巴共产党中央委员会闭会时行使其职权。
- 老挝人民革命党中央政治局，是老挝人民革命党的中央领导机构，在老挝人民革命党全国代表大会（英语：Congress of the Lao People's Revolutionary Party）和老挝人民革命党中央委员会闭会时行使其职权。
- 印度共产党（马克思主义）中央政治局（英语：Politburo of the Communist Party of India (Marxist)），是印度共产党（马克思主义）的中央领导机构。
- 阿尔巴尼亚劳动党中央政治局（英语：Politburo of the Party of Labour of Albania），是阿尔巴尼亚劳动党的中央领导机构。
- 阿富汗人民民主党中央政治局，是阿富汗人民民主党的中央领导机构。
- 波兰统一工人党中央政治局（英语：Politburo of the Polish United Workers' Party），是波兰统一工人党的中央领导机构。
- 莫桑比克解放阵线中央委员会政治局，是莫桑比克解放阵线党的中央领导机构。
- 津巴布韦非洲民族联盟 - 爱国阵线中央政治局（英语：Politburo of ZANU–PF），是津巴布韦非洲民族联盟－爱国阵线的中央领导机构。
- 佤邦聯合黨中央政治局，是佤邦聯合黨的中央領導機構。